# جرمی کلمنت
جرمی کلمنت (انگلیسی: Jérémie Clément؛ زادهٔ ۸ اکتبر ۱۹۸۴) بازیکن فوتبال اهل فرانسه است.
از باشگاه‌هایی که در آن بازی کرده‌است می‌توان به باشگاه فوتبال کن، باشگاه فوتبال ستاره سرخ، باشگاه فوتبال پاریس اف سی، و باشگاه فوتبال نیم المپیک اشاره کرد.